# Idgrund (Finström, Åland)
Idgrund är skär i Åland (Finland). De ligger i den västra delen av landskapet, 18 km norr om huvudstaden Mariehamn. Idgrund ligger 2 meter över havet.
Terrängen runt Idgrund är platt. Havet är nära Idgrund åt nordväst. Närmaste större samhälle är Jomala, 12,9 km sydost om Idgrund. 